# 2006-os IIHF divízió II-es jégkorong-világbajnokság
A 2006-os IIHF divízió II-es jégkorong-világbajnokság A csoportját Szófiában, Bulgáriában március 27. és április 2. között, a B csoportját Aucklandban, Új-Zélandon rendezték április 3. és 9. között. A vb-n 12 válogatott vett részt, két hatos csoportban.

## Résztvevők
A világbajnokságon az alábbi 12 válogatott vett részt.
A csoport
| Csapat                  | Kvalifikáció módja                                                   |
| ----------------------- | -------------------------------------------------------------------- |
| Románia                 | Előző évben a divízió I B csoportjának 6. helyén végzett és kiesett. |
| Szerbia és Montenegró   | Előző évben a divízió II B csoportjának 2. helyén végzett.           |
| Belgium                 | Előző évben a divízió II B csoportjának 4. helyén végzett.           |
| Bulgária                | Rendező, előző évben a divízió II A csoportjának 4. helyén végzett.  |
| Spanyolország           | Előző évben a divízió II B csoportjának 5. helyén végzett.           |
| Dél-afrikai Köztársaság | Előző évben a divízió III 2. helyén végzett és feljutott.            |

B csoport
| Csapat      | Kvalifikáció módja                                                   |
| ----------- | -------------------------------------------------------------------- |
| Kína        | Előző évben a divízió I A csoportjának 6. helyén végzett és kiesett. |
| Ausztrália  | Előző évben a divízió II A csoportjának 2. helyén végzett.           |
| Dél-Korea   | Előző évben a divízió II A csoportjának 3. helyén végzett.           |
| Észak-Korea | Előző évben a divízió II B csoportjának 3. helyén végzett.           |
| Új-Zéland   | Rendező, előző évben a divízió II A csoportjának 5. helyén végzett.  |
| Mexikó      | Előző évben a divízió III 1. helyén végzett és feljutott.            |

## Eredmények
| Jelmagyarázat             |
| ------------------------- |
| Feljutott a divízió I-be. |
| Kiesett a divízió III-ba. |

### A csoport
| Nemzet                  | M | Gy | D | V | G+ | G- | Gk  | P  |
| ----------------------- | - | -- | - | - | -- | -- | --- | -- |
| Románia                 | 5 | 5  | 0 | 0 | 59 | 9  | +50 | 10 |
| Bulgária                | 5 | 3  | 1 | 1 | 25 | 17 | +8  | 7  |
| Belgium                 | 5 | 2  | 2 | 1 | 19 | 10 | +9  | 6  |
| Szerbia és Montenegró   | 5 | 2  | 1 | 2 | 23 | 23 | 0   | 5  |
| Spanyolország           | 5 | 1  | 0 | 4 | 10 | 30 | –20 | 2  |
| Dél-afrikai Köztársaság | 5 | 0  | 0 | 5 | 12 | 59 | –47 | 0  |

| 2006. március 27. 12:00 | Románia | 4–2 (2–0, 2–0, 0–2) | Belgium | Winter Sports Palace, Szófia Nézőszám: 60 |

| Jegyzőkönyv | Jegyzőkönyv      | Jegyzőkönyv                        | Jegyzőkönyv   | Jegyzőkönyv                    |
| --- | ---------------- | ---------------------------------- | ------------- | ------------------------------ |
| | Andrian Catrinoi | Kapusok                            | Bjorn Stejlen | Játékvezető: Frederic Bachelet |
| \| 0:38 – Basilidesz (Nagy) \| 1–0 \| \| \| 11:36 – Goga (Geru, Laczko) \| 2–0 \| \| \| 27:30 – Timaru (Basilidesz, Nicolescu) (PP1) \| 3–0 \| \| \| 31:57 – Peter (Moldovan, Elekes) (PP1) \| 4–0 \| \| \| \| 4–1 \| 45:28 – Van Buren (PP1) \| \| \| 4–2 \| 57:53 – Szarzinsky (de Herdt, Vos) \| |                  |                                    |               | Játékvezető: Frederic Bachelet |
| 24 perc | Büntetések       | 28 perc                            |               | Játékvezető: Frederic Bachelet |
| 30 | Lövések          | 25                                 |               | Játékvezető: Frederic Bachelet |
| 0:38 – Basilidesz (Nagy) | 1–0              |                                    |               | Játékvezető: Frederic Bachelet |
| 11:36 – Goga (Geru, Laczko) | 2–0              |                                    |               | Játékvezető: Frederic Bachelet |
| 27:30 – Timaru (Basilidesz, Nicolescu) (PP1) | 3–0              |                                    |               | Játékvezető: Frederic Bachelet |
| 31:57 – Peter (Moldovan, Elekes) (PP1) | 4–0              |                                    |               |                                |
| | 4–1              | 45:28 – Van Buren (PP1)            |               |                                |
| | 4–2              | 57:53 – Szarzinsky (de Herdt, Vos) |               |                                |

| 2006. március 27. 15:30 | Szerbia és Montenegró | 4–1 (1–1, 2–0, 1–0) | Spanyolország | Winter Sports Palace, Szófia Nézőszám: 93 |

| Jegyzőkönyv | Jegyzőkönyv     | Jegyzőkönyv            | Jegyzőkönyv      | Jegyzőkönyv             |
| --- | --------------- | ---------------------- | ---------------- | ----------------------- |
| | Tihomir Zecevic | Kapusok                | Jose Luis Alonso | Játékvezető: Asger Krog |
| \| \| 0–1 \| 12:33 – Armino (Brabo) \| \| 16:22 – Tumbas (Juloski) \| 1–1 \| \| \| 28:13 – Prokic (Gabric) \| 2–1 \| \| \| 35:12 – Prokic (Radovic) (SH1) \| 3–1 \| \| \| 59:59 – Gabric (Prokic, Prokic) \| 4–1 \| \| |                 |                        |                  | Játékvezető: Asger Krog |
| 40 perc | Büntetések      | 20 perc                |                  | Játékvezető: Asger Krog |
| 21 | Lövések         | 12                     |                  | Játékvezető: Asger Krog |
| | 0–1             | 12:33 – Armino (Brabo) |                  | Játékvezető: Asger Krog |
| 16:22 – Tumbas (Juloski) | 1–1             |                        |                  | Játékvezető: Asger Krog |
| 28:13 – Prokic (Gabric) | 2–1             |                        |                  | Játékvezető: Asger Krog |
| 35:12 – Prokic (Radovic) (SH1) | 3–1             |                        |                  |                         |
| 59:59 – Gabric (Prokic, Prokic) | 4–1             |                        |                  |                         |

| 2006. március 27. 19:00 | Bulgária | 14–1 (5–0, 3–1, 6–0) | Dél-afrikai Köztársaság | Winter Sports Palace, Szófia Nézőszám: 873 |

| Jegyzőkönyv | Jegyzőkönyv         | Jegyzőkönyv                   | Jegyzőkönyv            | Jegyzőkönyv                     |
| --- | ------------------- | ----------------------------- | ---------------------- | ------------------------------- |
| | Konstantin Mihaylov | Kapusok                       | David Berger Gary Bock | Játékvezető: Reinhard Kowalczyk |
| \| 1:24 – Stoumbov (Bachvarov) (PP1) \| 1–0 \| \| \| 4:33 – Velev (Veselinov) (PP2) \| 2–0 \| \| \| 12:18 – Radkov (Polizoev) (SH1) \| 3–0 \| \| \| 12:51 – Bachvarov (Alexandrov) \| 4–0 \| \| \| 17:53 – Vasilev (Velev) (PP1) \| 5–0 \| \| \| 21:56 – Bachvarov (Alexandrov) \| 6–0 \| \| \| 25:36 – Simeonov (Veselinov) \| 7–0 \| \| \| \| 7–1 \| 28:40 – Booysen (Joyce) (PP1) \| \| 37:23 – Radkov (Morgunov) \| 8–1 \| \| \| 42:00 – Morgunov (Milanov, Radkov) (PP1) \| 9–1 \| \| \| 46:34 – Simeonov (Milanov) (PP1) \| 10–1 \| \| \| 46:56 – Zinoviev (Bachvarov, Blagoev) \| 11–1 \| \| \| 48:01 – Simeonov (Milanov, Velev) \| 12–1 \| \| \| 55:57 – Petrov (PP1) \| 13–1 \| \| \| 59:41 – Radkov (Simeonov) \| 14–1 \| \| |                     |                               |                        | Játékvezető: Reinhard Kowalczyk |
| 36 perc | Büntetések          | 30 perc                       |                        | Játékvezető: Reinhard Kowalczyk |
| 37 | Lövések             | 14                            |                        | Játékvezető: Reinhard Kowalczyk |
| 1:24 – Stoumbov (Bachvarov) (PP1) | 1–0                 |                               |                        | Játékvezető: Reinhard Kowalczyk |
| 4:33 – Velev (Veselinov) (PP2) | 2–0                 |                               |                        | Játékvezető: Reinhard Kowalczyk |
| 12:18 – Radkov (Polizoev) (SH1) | 3–0                 |                               |                        | Játékvezető: Reinhard Kowalczyk |
| 12:51 – Bachvarov (Alexandrov) | 4–0                 |                               |                        |                                 |
| 17:53 – Vasilev (Velev) (PP1) | 5–0                 |                               |                        |                                 |
| 21:56 – Bachvarov (Alexandrov) | 6–0                 |                               |                        |                                 |
| 25:36 – Simeonov (Veselinov) | 7–0                 |                               |                        |                                 |
| | 7–1                 | 28:40 – Booysen (Joyce) (PP1) |                        |                                 |
| 37:23 – Radkov (Morgunov) | 8–1                 |                               |                        |                                 |
| 42:00 – Morgunov (Milanov, Radkov) (PP1) | 9–1                 |                               |                        |                                 |
| 46:34 – Simeonov (Milanov) (PP1) | 10–1                |                               |                        |                                 |
| 46:56 – Zinoviev (Bachvarov, Blagoev) | 11–1                |                               |                        |                                 |
| 48:01 – Simeonov (Milanov, Velev) | 12–1                |                               |                        |                                 |
| 55:57 – Petrov (PP1) | 13–1                |                               |                        |                                 |
| 59:41 – Radkov (Simeonov) | 14–1                |                               |                        |                                 |

| 2006. március 28. 12:00 | Belgium | 2–2 (0–0, 1–0, 1–2) | Szerbia és Montenegró | Winter Sports Palace, Szófia Nézőszám: 87 |

| Jegyzőkönyv | Jegyzőkönyv   | Jegyzőkönyv                       | Jegyzőkönyv     | Jegyzőkönyv                     |
| --- | ------------- | --------------------------------- | --------------- | ------------------------------- |
| | Bjorn Stejlen | Kapusok                           | Tihomir Zecevic | Játékvezető: Reinhard Kowalczyk |
| \| 25:57 – Szarzinsky (Vos) (PP1) \| 1–0 \| \| \| \| 1–1 \| 46:21 – Gabric (Jerkovic) (PP1) \| \| \| 1–2 \| 48:32 – Gabric (Trifunovic) (PP1) \| \| 53:39 – de Herdt (Lootens, Vos) \| 2–2 \| \| |               |                                   |                 | Játékvezető: Reinhard Kowalczyk |
| 38 perc | Büntetések    | 22 perc                           |                 | Játékvezető: Reinhard Kowalczyk |
| 20 | Lövések       | 32                                |                 | Játékvezető: Reinhard Kowalczyk |
| 25:57 – Szarzinsky (Vos) (PP1) | 1–0           |                                   |                 | Játékvezető: Reinhard Kowalczyk |
| | 1–1           | 46:21 – Gabric (Jerkovic) (PP1)   |                 | Játékvezető: Reinhard Kowalczyk |
| | 1–2           | 48:32 – Gabric (Trifunovic) (PP1) |                 | Játékvezető: Reinhard Kowalczyk |
| 53:39 – de Herdt (Lootens, Vos) | 2–2           |                                   |                 |                                 |

| 2006. március 28. 15:30 | Dél-afrikai Köztársaság | 3–19 (0–5, 0–6, 3–8) | Románia | Winter Sports Palace, Szófia Nézőszám: 79 |

| Jegyzőkönyv | Jegyzőkönyv  | Jegyzőkönyv                              | Jegyzőkönyv | Jegyzőkönyv                |
| --- | ------------ | ---------------------------------------- | ----------- | -------------------------- |
| | David Berger | Kapusok                                  | Viorel Radu | Játékvezető: Ruud Vanbaast |
| \| \| 0–1 \| 2:00 – Georgescu (Geru, Andrei) \| \| \| 0–2 \| 6:01 – Geru (Andrei, Georgescu) \| \| \| 0–3 \| 11:56 – Peter (Moldovan, Elekes) \| \| \| 0–4 \| 15:36 – Moldovan (Elekes, Andrei) \| \| \| 0–5 \| 19:27 – Andrei (Stoiculescu, Geru) (PP1) \| \| \| 0–6 \| 20:36 – Timaru (Nicolescu) \| \| \| 0–7 \| 23:39 – Vargyas (Nagy, Goga) \| \| \| 0–8 \| 28:56 – Geru (Elekes, Peter) \| \| \| 0–9 \| 32:33 – Nicolescu (Timaru) (PP2) \| \| \| 0–10 \| 35:15 – Geru (Andrei) \| \| \| 0–11 \| 36:08 – Goga (Vargyas, Nicolescu) \| \| \| 0–12 \| 43:28 – Vargyas (Timaru, Nagy) (PP1) \| \| \| 0–13 \| 43:51 – Timaru (Nicolescu, Vargyas) \| \| 44:07 – Saffy (Booysen) \| 1–13 \| \| \| 46:03 – Kemp (Mngoma, Eeckhoven) \| 2–13 \| \| \| \| 2–14 \| 46:17 – Geru (Andrei, Georgescu) \| \| \| 2–15 \| 47:20 – Geru (Andrei) \| \| \| 2–16 \| 49:53 – Geru (Georgescu, Andrei) \| \| 53:38 – Kemp (Olivier, Eeckhoven) (PP1) \| 3–16 \| \| \| \| 3–17 \| 54:10 – Andrei (Geru, Vargyas) \| \| \| 3–18 \| 56:32 – Elekes (SH1) \| \| \| 3–19 \| 57:04 – Geru (Laczko, Kostandi) \| |              |                                          |             | Játékvezető: Ruud Vanbaast |
| 18 perc | Büntetések   | 12 perc                                  |             | Játékvezető: Ruud Vanbaast |
| 12 | Lövések      | 57                                       |             | Játékvezető: Ruud Vanbaast |
| | 0–1          | 2:00 – Georgescu (Geru, Andrei)          |             | Játékvezető: Ruud Vanbaast |
| | 0–2          | 6:01 – Geru (Andrei, Georgescu)          |             | Játékvezető: Ruud Vanbaast |
| | 0–3          | 11:56 – Peter (Moldovan, Elekes)         |             | Játékvezető: Ruud Vanbaast |
| | 0–4          | 15:36 – Moldovan (Elekes, Andrei)        |             |                            |
| | 0–5          | 19:27 – Andrei (Stoiculescu, Geru) (PP1) |             |                            |
| | 0–6          | 20:36 – Timaru (Nicolescu)               |             |                            |
| | 0–7          | 23:39 – Vargyas (Nagy, Goga)             |             |                            |
| | 0–8          | 28:56 – Geru (Elekes, Peter)             |             |                            |
| | 0–9          | 32:33 – Nicolescu (Timaru) (PP2)         |             |                            |
| | 0–10         | 35:15 – Geru (Andrei)                    |             |                            |
| | 0–11         | 36:08 – Goga (Vargyas, Nicolescu)        |             |                            |
| | 0–12         | 43:28 – Vargyas (Timaru, Nagy) (PP1)     |             |                            |
| | 0–13         | 43:51 – Timaru (Nicolescu, Vargyas)      |             |                            |
| 44:07 – Saffy (Booysen) | 1–13         |                                          |             |                            |
| 46:03 – Kemp (Mngoma, Eeckhoven) | 2–13         |                                          |             |                            |
| | 2–14         | 46:17 – Geru (Andrei, Georgescu)         |             |                            |
| | 2–15         | 47:20 – Geru (Andrei)                    |             |                            |
| | 2–16         | 49:53 – Geru (Georgescu, Andrei)         |             |                            |
| 53:38 – Kemp (Olivier, Eeckhoven) (PP1) | 3–16         |                                          |             |                            |
| | 3–17         | 54:10 – Andrei (Geru, Vargyas)           |             |                            |
| | 3–18         | 56:32 – Elekes (SH1)                     |             |                            |
| | 3–19         | 57:04 – Geru (Laczko, Kostandi)          |             |                            |

| 2006. március 28. 19:00 | Spanyolország | 1–3 (0–2, 1–1, 0–0) | Bulgária | Winter Sports Palace, Szófia Nézőszám: 1249 |

| Jegyzőkönyv | Jegyzőkönyv      | Jegyzőkönyv                            | Jegyzőkönyv         | Jegyzőkönyv                |
| --- | ---------------- | -------------------------------------- | ------------------- | -------------------------- |
| | Jose Luis Alonso | Kapusok                                | Konstantin Mihaylov | Játékvezető: Ruud Vanbaast |
| \| \| 0–1 \| 12:42 – Simeonov (Veselinov) \| \| \| 0–2 \| 15:05 – Morgunov (velev, Petrov) (PP1) \| \| 27:26 – Betran (Munoz) \| 1–2 \| \| \| \| 1–3 \| 32:32 – Bachvarov (Milanov) (PP1) \| |                  |                                        |                     | Játékvezető: Ruud Vanbaast |
| 22 perc | Büntetések       | 36 perc                                |                     | Játékvezető: Ruud Vanbaast |
| 30 | Lövések          | 19                                     |                     | Játékvezető: Ruud Vanbaast |
| | 0–1              | 12:42 – Simeonov (Veselinov)           |                     | Játékvezető: Ruud Vanbaast |
| | 0–2              | 15:05 – Morgunov (velev, Petrov) (PP1) |                     | Játékvezető: Ruud Vanbaast |
| 27:26 – Betran (Munoz) | 1–2              |                                        |                     | Játékvezető: Ruud Vanbaast |
| | 1–3              | 32:32 – Bachvarov (Milanov) (PP1)      |                     |                            |

| 2006. március 30. 12:00 | Románia | 16–3 (6–0, 5–0, 5–3) | Spanyolország | Winter Sports Palace, Szófia Nézőszám: 54 |

| Jegyzőkönyv | Jegyzőkönyv      | Jegyzőkönyv                        | Jegyzőkönyv                    | Jegyzőkönyv                     |
| --- | ---------------- | ---------------------------------- | ------------------------------ | ------------------------------- |
| | Andrian Catrinoi | Kapusok                            | Jose Luis Alonso Juan Gonzalez | Játékvezető: Reinhard Kowalczyk |
| \| 3:58 – Elekes \| 1–0 \| \| \| 7:02 – Elekes (Moldovan, Kosa) (PP1) \| 2–0 \| \| \| 10:42 – Nicolescu (Timaru, Basilidesz) \| 3–0 \| \| \| 11:45 – Elekes \| 4–0 \| \| \| 13:00 – Mihaly (Flinta, Balint) \| 5–0 \| \| \| 14:18 – Moldovan (Kosa) \| 6–0 \| \| \| 20:48 – Vargyas (PP1) \| 7–0 \| \| \| 27:07 – Moldovan (Papp) (SH1) \| 8–0 \| \| \| 30:01 – Geru (Goga, Vargyas) (PP1) \| 9–0 \| \| \| 33:50 – Kostandi (Stoiculescu, Balint) \| 10–0 \| \| \| 35:58 – Elekes (Vargyas) \| 11–0 \| \| \| 46:50 – Moldovan (SH1) \| 12–0 \| \| \| 52:12 – Andrei (Geru, Goga) \| 13–0 \| \| \| 52:50 – Geru (Goga) \| 14–0 \| \| \| 54:03 – Timaru (Laczko, Vargyas) (SH1) \| 15–0 \| \| \| 55:27 – Elekes (Vargyas) \| 16–0 \| \| \| \| 16–1 \| 56:25 – Stransky (Gijon, Armino) \| \| \| 16–2 \| 58:43 – Gavilanes (Torres) \| \| \| 16–3 \| 59:23 – Gavilanes (Salegui, Bosom) \| |                  |                                    |                                | Játékvezető: Reinhard Kowalczyk |
| 26 perc | Büntetések       | 24 perc                            |                                | Játékvezető: Reinhard Kowalczyk |
| 36 | Lövések          | 11                                 |                                | Játékvezető: Reinhard Kowalczyk |
| 3:58 – Elekes | 1–0              |                                    |                                | Játékvezető: Reinhard Kowalczyk |
| 7:02 – Elekes (Moldovan, Kosa) (PP1) | 2–0              |                                    |                                | Játékvezető: Reinhard Kowalczyk |
| 10:42 – Nicolescu (Timaru, Basilidesz) | 3–0              |                                    |                                | Játékvezető: Reinhard Kowalczyk |
| 11:45 – Elekes | 4–0              |                                    |                                |                                 |
| 13:00 – Mihaly (Flinta, Balint) | 5–0              |                                    |                                |                                 |
| 14:18 – Moldovan (Kosa) | 6–0              |                                    |                                |                                 |
| 20:48 – Vargyas (PP1) | 7–0              |                                    |                                |                                 |
| 27:07 – Moldovan (Papp) (SH1) | 8–0              |                                    |                                |                                 |
| 30:01 – Geru (Goga, Vargyas) (PP1) | 9–0              |                                    |                                |                                 |
| 33:50 – Kostandi (Stoiculescu, Balint) | 10–0             |                                    |                                |                                 |
| 35:58 – Elekes (Vargyas) | 11–0             |                                    |                                |                                 |
| 46:50 – Moldovan (SH1) | 12–0             |                                    |                                |                                 |
| 52:12 – Andrei (Geru, Goga) | 13–0             |                                    |                                |                                 |
| 52:50 – Geru (Goga) | 14–0             |                                    |                                |                                 |
| 54:03 – Timaru (Laczko, Vargyas) (SH1) | 15–0             |                                    |                                |                                 |
| 55:27 – Elekes (Vargyas) | 16–0             |                                    |                                |                                 |
| | 16–1             | 56:25 – Stransky (Gijon, Armino)   |                                |                                 |
| | 16–2             | 58:43 – Gavilanes (Torres)         |                                |                                 |
| | 16–3             | 59:23 – Gavilanes (Salegui, Bosom) |                                |                                 |

| 2006. március 30. 15:30 | Dél-afrikai Köztársaság | 0–7 (0–3, 0–1, 0–3) | Belgium | Winter Sports Palace, Szófia Nézőszám: 48 |

| Jegyzőkönyv | Jegyzőkönyv | Jegyzőkönyv                               | Jegyzőkönyv   | Jegyzőkönyv             |
| --- | ----------- | ----------------------------------------- | ------------- | ----------------------- |
| | Gary Bock   | Kapusok                                   | Bjorn Stejlen | Játékvezető: Asger Krog |
| \| \| 0–1 \| 3:16 – Morgan (Vos, Peusens) (SH1) \| \| \| 0–2 \| 12:12 – Nuyts (Mertens, Kustermans) (PP1) \| \| \| 0–3 \| 18:51 – de Herdt (SH1) \| \| \| 0–4 \| 30:31 – Mertens (Steijen) (SH1) \| \| \| 0–5 \| 41:50 – Van Buren \| \| \| 0–6 \| 50:29 – Morgan \| \| \| 0–7 \| 52:47 – Kustermans \| |             |                                           |               | Játékvezető: Asger Krog |
| 12 perc | Büntetések  | 20 perc                                   |               | Játékvezető: Asger Krog |
| 10 | Lövések     | 33                                        |               | Játékvezető: Asger Krog |
| | 0–1         | 3:16 – Morgan (Vos, Peusens) (SH1)        |               | Játékvezető: Asger Krog |
| | 0–2         | 12:12 – Nuyts (Mertens, Kustermans) (PP1) |               | Játékvezető: Asger Krog |
| | 0–3         | 18:51 – de Herdt (SH1)                    |               | Játékvezető: Asger Krog |
| | 0–4         | 30:31 – Mertens (Steijen) (SH1)           |               |                         |
| | 0–5         | 41:50 – Van Buren                         |               |                         |
| | 0–6         | 50:29 – Morgan                            |               |                         |
| | 0–7         | 52:47 – Kustermans                        |               |                         |

| 2006. március 30. 19:00 | Szerbia és Montenegró | 2–4 (0–1, 1–2, 1–1) | Bulgária | Winter Sports Palace, Szófia Nézőszám: 589 |

| Jegyzőkönyv | Jegyzőkönyv                   | Jegyzőkönyv                                  | Jegyzőkönyv         | Jegyzőkönyv                |
| --- | ----------------------------- | -------------------------------------------- | ------------------- | -------------------------- |
| | Tihomir Zecevic Milan Lukovic | Kapusok                                      | Konstantin Mihaylov | Játékvezető: Ruud Vanbaast |
| \| \| 0–1 \| 4:49 – Alexandrov (Bachvarov, Blagoev) (PP1) \| \| 23:28 – Gabric (Prokic, Prokic) \| 1–1 \| \| \| \| 1–2 \| 28:53 – Radkov (Stoumbov, Polizoev) (SH1) \| \| \| 1–3 \| 33:46 – Morgunov (Milanov, Radkov) \| \| \| 1–4 \| 46:00 – Veselinov (PP1) \| \| 49:26 – Rus (Ilic, Prokic) (PP1) \| 2–4 \| \| |                               |                                              |                     | Játékvezető: Ruud Vanbaast |
| 18 perc | Büntetések                    | 18 perc                                      |                     | Játékvezető: Ruud Vanbaast |
| 22 | Lövések                       | 23                                           |                     | Játékvezető: Ruud Vanbaast |
| | 0–1                           | 4:49 – Alexandrov (Bachvarov, Blagoev) (PP1) |                     | Játékvezető: Ruud Vanbaast |
| 23:28 – Gabric (Prokic, Prokic) | 1–1                           |                                              |                     | Játékvezető: Ruud Vanbaast |
| | 1–2                           | 28:53 – Radkov (Stoumbov, Polizoev) (SH1)    |                     | Játékvezető: Ruud Vanbaast |
| | 1–3                           | 33:46 – Morgunov (Milanov, Radkov)           |                     |                            |
| | 1–4                           | 46:00 – Veselinov (PP1)                      |                     |                            |
| 49:26 – Rus (Ilic, Prokic) (PP1) | 2–4                           |                                              |                     |                            |

| 2006. április 1. 12:00 | Szerbia és Montenegró | 14–5 (3–1, 8–1, 3–3) | Dél-afrikai Köztársaság | Winter Sports Palace, Szófia Nézőszám: 62 |

| Jegyzőkönyv | Jegyzőkönyv  | Jegyzőkönyv              | Jegyzőkönyv  | Jegyzőkönyv                    |
| --- | ------------ | ------------------------ | ------------ | ------------------------------ |
| | Milan Lukvic | Kapusok                  | David Berger | Játékvezető: Frederic Bachelet |
| \| 15:38 – Radovic (Milojkovic, Petrovic) \| 1–0 \| \| \| 15:54 – Prokic (Gabric) \| 2–0 \| \| \| 17:25 – Rus (Prokic) \| 3–0 \| \| \| \| 3–1 \| 19:35 – Vervey (Edwards) \| \| 22:20 – Radovic (PP1) \| 4–1 \| \| \| 28:35 – Juloski (Banovic, Bogdanovic) \| 5–1 \| \| \| \| 5–2 \| 30:31 – Mngoma (Booysen) \| \| 31:44 – Rakovic (Radovic) \| 6–2 \| \| \| 32:42 – Bogdanovic (Juloski) \| 7–2 \| \| \| 34:08 – Gabric (Prokic, Rus) \| 8–2 \| \| \| 35:50 – Bogdanovic (Banovic, Ilic) (PP1) \| 9–2 \| \| \| 37:13 – Rus (Prokic) \| 10–2 \| \| \| 38:15 – Savic (Milojkovic) \| 11–2 \| \| \| 42:16 – Milokovic (Savic, Radovic) \| 12–2 \| \| \| \| 12–3 \| 46:19 – Lyon (Edwards) \| \| \| 12–4 \| 47:02 – Kemp \| \| 51:54 – Rakovic (Milojkovic, Prokic) \| 13–4 \| \| \| 53:47 – Juloski (Bogdanovic, Banovic) \| 14–4 \| \| \| \| 14–5 \| 57:50 – Joyce \| |              |                          |              | Játékvezető: Frederic Bachelet |
| 0 perc | Büntetések   | 10 perc                  |              | Játékvezető: Frederic Bachelet |
| 52 | Lövések      | 17                       |              | Játékvezető: Frederic Bachelet |
| 15:38 – Radovic (Milojkovic, Petrovic) | 1–0          |                          |              | Játékvezető: Frederic Bachelet |
| 15:54 – Prokic (Gabric) | 2–0          |                          |              | Játékvezető: Frederic Bachelet |
| 17:25 – Rus (Prokic) | 3–0          |                          |              | Játékvezető: Frederic Bachelet |
| | 3–1          | 19:35 – Vervey (Edwards) |              |                                |
| 22:20 – Radovic (PP1) | 4–1          |                          |              |                                |
| 28:35 – Juloski (Banovic, Bogdanovic) | 5–1          |                          |              |                                |
| | 5–2          | 30:31 – Mngoma (Booysen) |              |                                |
| 31:44 – Rakovic (Radovic) | 6–2          |                          |              |                                |
| 32:42 – Bogdanovic (Juloski) | 7–2          |                          |              |                                |
| 34:08 – Gabric (Prokic, Rus) | 8–2          |                          |              |                                |
| 35:50 – Bogdanovic (Banovic, Ilic) (PP1) | 9–2          |                          |              |                                |
| 37:13 – Rus (Prokic) | 10–2         |                          |              |                                |
| 38:15 – Savic (Milojkovic) | 11–2         |                          |              |                                |
| 42:16 – Milokovic (Savic, Radovic) | 12–2         |                          |              |                                |
| | 12–3         | 46:19 – Lyon (Edwards)   |              |                                |
| | 12–4         | 47:02 – Kemp             |              |                                |
| 51:54 – Rakovic (Milojkovic, Prokic) | 13–4         |                          |              |                                |
| 53:47 – Juloski (Bogdanovic, Banovic) | 14–4         |                          |              |                                |
| | 14–5         | 57:50 – Joyce            |              |                                |

| 2006. április 1. 15:30 | Belgium | 4–0 (2–0, 0–0, 2–0) | Spanyolország | Winter Sports Palace, Szófia Nézőszám: 137 |

| Jegyzőkönyv | Jegyzőkönyv   | Jegyzőkönyv | Jegyzőkönyv      | Jegyzőkönyv                |
| --- | ------------- | ----------- | ---------------- | -------------------------- |
| | Bjorn Stejlen | Kapusok     | Jose Luis Alonso | Játékvezető: Ruud Vanbaast |
| \| 6:37 – Kustermans (Szarzinsky, Peusens) (PP1) \| 1–0 \| \| \| 17:56 – Steijnen (PP1) \| 2–0 \| \| \| 42:57 – Steijnen (Mertens) (PP1) \| 3–0 \| \| \| 46:18 – Mertens (Nuyts, Steijnen) (PP1) \| 4–0 \| \| |               |             |                  | Játékvezető: Ruud Vanbaast |
| 24 perc | Büntetések    | 32 perc     |                  | Játékvezető: Ruud Vanbaast |
| 35 | Lövések       | 14          |                  | Játékvezető: Ruud Vanbaast |
| 6:37 – Kustermans (Szarzinsky, Peusens) (PP1) | 1–0           |             |                  | Játékvezető: Ruud Vanbaast |
| 17:56 – Steijnen (PP1) | 2–0           |             |                  | Játékvezető: Ruud Vanbaast |
| 42:57 – Steijnen (Mertens) (PP1) | 3–0           |             |                  | Játékvezető: Ruud Vanbaast |
| 46:18 – Mertens (Nuyts, Steijnen) (PP1) | 4–0           |             |                  |                            |

| 2006. április 1. 19:00 | Bulgária | 0–9 (0–1, 0–1, 0–7) | Románia | Winter Sports Palace, Szófia Nézőszám: 1843 |

| Jegyzőkönyv | Jegyzőkönyv                       | Jegyzőkönyv                                 | Jegyzőkönyv | Jegyzőkönyv             |
| --- | --------------------------------- | ------------------------------------------- | ----------- | ----------------------- |
| | Konstantin Mihaylov Ivaylo Asenov | Kapusok                                     | Viorel Radu | Játékvezető: Asger Krog |
| \| \| 0–1 \| 12:30 – Timaru (Goga, Geru) \| \| \| 0–2 \| 37:37 – Timaru (Nicolescu) (PP1) \| \| \| 0–3 \| 42:46 – Timaru (Nicolescu, Andrei) \| \| \| 0–4 \| 43:54 – Basilidesz \| \| \| 0–5 \| 45:22 – Geru (Goga, Andrei) \| \| \| 0–6 \| 46:55 – Moldovan (Elekes, Andrei) \| \| \| 0–7 \| 47:07 – Basilidesz (Laczko, Georgescu) \| \| \| 0–8 \| 51:21 – Georgescu (Vargyas) \| \| \| 0–9 \| 52:11 – Vargyas (Stoiculescu, Timaru) (PP1) \| |                                   |                                             |             | Játékvezető: Asger Krog |
| 55 perc | Büntetések                        | 18 perc                                     |             | Játékvezető: Asger Krog |
| 10 | Lövések                           | 59                                          |             | Játékvezető: Asger Krog |
| | 0–1                               | 12:30 – Timaru (Goga, Geru)                 |             | Játékvezető: Asger Krog |
| | 0–2                               | 37:37 – Timaru (Nicolescu) (PP1)            |             | Játékvezető: Asger Krog |
| | 0–3                               | 42:46 – Timaru (Nicolescu, Andrei)          |             | Játékvezető: Asger Krog |
| | 0–4                               | 43:54 – Basilidesz                          |             |                         |
| | 0–5                               | 45:22 – Geru (Goga, Andrei)                 |             |                         |
| | 0–6                               | 46:55 – Moldovan (Elekes, Andrei)           |             |                         |
| | 0–7                               | 47:07 – Basilidesz (Laczko, Georgescu)      |             |                         |
| | 0–8                               | 51:21 – Georgescu (Vargyas)                 |             |                         |
| | 0–9                               | 52:11 – Vargyas (Stoiculescu, Timaru) (PP1) |             |                         |

| 2006. április 2. 12:00 | Spanyolország | 5–3 (2–1, 2–0, 1–2) | Dél-afrikai Köztársaság | Winter Sports Palace, Szófia Nézőszám: 43 |

| Jegyzőkönyv | Jegyzőkönyv      | Jegyzőkönyv                        | Jegyzőkönyv | Jegyzőkönyv             |
| --- | ---------------- | ---------------------------------- | ----------- | ----------------------- |
| | Jose Luis Alonso | Kapusok                            | Gary Bock   | Játékvezető: Asger Krog |
| \| 4:55 – Echevarria (Lizundia, Zapata) \| 1–0 \| \| \| 6:12 – Gavilanes (Brabo, Salegui) \| 2–0 \| \| \| \| 2–1 \| 8:12 – Edwards (SH1) \| \| 32:16 – Lizundia (Stransky) (PP1) \| 3–1 \| \| \| 35:58 – Bosom (Codina) (PP1) \| 4–1 \| \| \| \| 4–2 \| 42:08 – Edwards (Vervey, Olivier) \| \| \| 4–3 \| 45:07 – Vervey (Edwards, Matthews) \| \| 58:17 – Munoz \| 5–3 \| \| |                  |                                    |             | Játékvezető: Asger Krog |
| 10 perc | Büntetések       | 24 perc                            |             | Játékvezető: Asger Krog |
| 38 | Lövések          | 13                                 |             | Játékvezető: Asger Krog |
| 4:55 – Echevarria (Lizundia, Zapata) | 1–0              |                                    |             | Játékvezető: Asger Krog |
| 6:12 – Gavilanes (Brabo, Salegui) | 2–0              |                                    |             | Játékvezető: Asger Krog |
| | 2–1              | 8:12 – Edwards (SH1)               |             | Játékvezető: Asger Krog |
| 32:16 – Lizundia (Stransky) (PP1) | 3–1              |                                    |             |                         |
| 35:58 – Bosom (Codina) (PP1) | 4–1              |                                    |             |                         |
| | 4–2              | 42:08 – Edwards (Vervey, Olivier)  |             |                         |
| | 4–3              | 45:07 – Vervey (Edwards, Matthews) |             |                         |
| 58:17 – Munoz | 5–3              |                                    |             |                         |

| 2006. április 2. 15:30 | Románia | 11–1 (3–1, 3–0, 5–0) | Szerbia és Montenegró | Winter Sports Palace, Szófia Nézőszám: 213 |

| Jegyzőkönyv | Jegyzőkönyv                 | Jegyzőkönyv                       | Jegyzőkönyv                   | Jegyzőkönyv                     |
| --- | --------------------------- | --------------------------------- | ----------------------------- | ------------------------------- |
| | Adrian Catrinoi Viorel Radu | Kapusok                           | Tihomir Zecevic Milan Lukovic | Játékvezető: Reinhard Kowalczyk |
| \| \| 0–1 \| 1:13 – Prokic (Gabric, Rus) (PP1) \| \| 6:37 – Basilidesz (Nicolescu, Timaru) \| 1–1 \| \| \| 11:28 – Basilidesz (Nicolescu, Timaru) \| 2–1 \| \| \| 13:31 – Andrei (Goga, Georgescu) (PP1) \| 3–1 \| \| \| 22:33 – Geru (Andrei) \| 4–1 \| \| \| 32:34 – Goga (Geru) \| 5–1 \| \| \| 36:06 – Geru (Andrei, Georgescu) (PP1) \| 6–1 \| \| \| 43:55 – Mihaly (Balint, Kosa) \| 7–1 \| \| \| 46:08 – Moldovan (Elekes, Peter) (PP1) \| 8–1 \| \| \| 52:42 – Geru (Andrei) \| 9–1 \| \| \| 53:15 – Elekes (Peter) \| 10–1 \| \| \| 58:14 – Andrei (Geru) \| 11–1 \| \| |                             |                                   |                               | Játékvezető: Reinhard Kowalczyk |
| 28 perc | Büntetések                  | 24 perc                           |                               | Játékvezető: Reinhard Kowalczyk |
| 37 | Lövések                     | 17                                |                               | Játékvezető: Reinhard Kowalczyk |
| | 0–1                         | 1:13 – Prokic (Gabric, Rus) (PP1) |                               | Játékvezető: Reinhard Kowalczyk |
| 6:37 – Basilidesz (Nicolescu, Timaru) | 1–1                         |                                   |                               | Játékvezető: Reinhard Kowalczyk |
| 11:28 – Basilidesz (Nicolescu, Timaru) | 2–1                         |                                   |                               | Játékvezető: Reinhard Kowalczyk |
| 13:31 – Andrei (Goga, Georgescu) (PP1) | 3–1                         |                                   |                               |                                 |
| 22:33 – Geru (Andrei) | 4–1                         |                                   |                               |                                 |
| 32:34 – Goga (Geru) | 5–1                         |                                   |                               |                                 |
| 36:06 – Geru (Andrei, Georgescu) (PP1) | 6–1                         |                                   |                               |                                 |
| 43:55 – Mihaly (Balint, Kosa) | 7–1                         |                                   |                               |                                 |
| 46:08 – Moldovan (Elekes, Peter) (PP1) | 8–1                         |                                   |                               |                                 |
| 52:42 – Geru (Andrei) | 9–1                         |                                   |                               |                                 |
| 53:15 – Elekes (Peter) | 10–1                        |                                   |                               |                                 |
| 58:14 – Andrei (Geru) | 11–1                        |                                   |                               |                                 |

| 2006. április 2. 19:00 | Bulgária | 4–4 (2–2, 1–1, 1–1) | Belgium | Winter Sports Palace, Szófia Nézőszám: 797 |

| Jegyzőkönyv | Jegyzőkönyv         | Jegyzőkönyv                             | Jegyzőkönyv   | Jegyzőkönyv                    |
| --- | ------------------- | --------------------------------------- | ------------- | ------------------------------ |
| | Konstantin Mihaylov | Kapusok                                 | Bjorn Stejlen | Játékvezető: Frederic Bachelet |
| \| \| 0–1 \| 4:31 – Peusens (Vos, Szarzinsky) (PP1) \| \| 7:13 – Velev (Simeonov) \| 1–1 \| \| \| 14:01 – Radkov (Milanov, Atanasov) (PP1) \| 2–1 \| \| \| \| 2–2 \| 18:42 – Nuyts (Mertens, Steijnen) (PP1) \| \| \| 2–3 \| 20:17 – Peusens (Szarzinsky, Vos) (PP1) \| \| 28:14 – Zinoviev (Bachvarov, Stoumbov) \| 3–3 \| \| \| 44:23 – Polizoev (Milanov) (PP1) \| 4–3 \| \| \| \| 4–4 \| 59:37 – Van Looy (de Herdt, Morgan) \| |                     |                                         |               | Játékvezető: Frederic Bachelet |
| 41 perc | Büntetések          | 12 perc                                 |               | Játékvezető: Frederic Bachelet |
| 18 | Lövések             | 44                                      |               | Játékvezető: Frederic Bachelet |
| | 0–1                 | 4:31 – Peusens (Vos, Szarzinsky) (PP1)  |               | Játékvezető: Frederic Bachelet |
| 7:13 – Velev (Simeonov) | 1–1                 |                                         |               | Játékvezető: Frederic Bachelet |
| 14:01 – Radkov (Milanov, Atanasov) (PP1) | 2–1                 |                                         |               | Játékvezető: Frederic Bachelet |
| | 2–2                 | 18:42 – Nuyts (Mertens, Steijnen) (PP1) |               |                                |
| | 2–3                 | 20:17 – Peusens (Szarzinsky, Vos) (PP1) |               |                                |
| 28:14 – Zinoviev (Bachvarov, Stoumbov) | 3–3                 |                                         |               |                                |
| 44:23 – Polizoev (Milanov) (PP1) | 4–3                 |                                         |               |                                |
| | 4–4                 | 59:37 – Van Looy (de Herdt, Morgan)     |               |                                |

### B csoport
| Nemzet      | M | Gy | D | V | G+ | G- | Gk  | P |
| ----------- | - | -- | - | - | -- | -- | --- | - |
| Kína        | 5 | 4  | 1 | 0 | 34 | 11 | +23 | 9 |
| Dél-Korea   | 5 | 4  | 0 | 1 | 35 | 12 | +23 | 8 |
| Ausztrália  | 5 | 3  | 1 | 1 | 27 | 14 | +13 | 7 |
| Észak-Korea | 5 | 2  | 0 | 3 | 10 | 24 | –14 | 4 |
| Mexikó      | 5 | 1  | 0 | 4 | 9  | 34 | –25 | 2 |
| Új-Zéland   | 5 | 0  | 0 | 5 | 6  | 26 | –20 | 0 |

| 2006. április 3. 12:00 | Észak-Korea | 1–5 (0–3, 0–1, 1–1) | Ausztrália | Botany, Auckland Nézőszám: 150 |

| Jegyzőkönyv | Jegyzőkönyv  | Jegyzőkönyv                         | Jegyzőkönyv  | Jegyzőkönyv               |
| --- | ------------ | ----------------------------------- | ------------ | ------------------------- |
| | Song Chol Ri | Kapusok                             | Matthew Ezzy | Játékvezető: Travis Smith |
| \| \| 0–1 \| 1:42 – Hughes (Matus) \| \| \| 0–2 \| 8:02 – Sekura (PP1) \| \| \| 0–3 \| 9:37 – Nelson Bond (Keane, Brlecic) \| \| \| 0–4 \| 29:06 – Nelson Bond \| \| \| 0–5 \| 46:00 – Rummukainen (PP2) \| \| 48:12 – Ri (Han) \| 1–5 \| \| |              |                                     |              | Játékvezető: Travis Smith |
| 18 perc | Büntetések   | 18 perc                             |              | Játékvezető: Travis Smith |
| 18 | Lövések      | 46                                  |              | Játékvezető: Travis Smith |
| | 0–1          | 1:42 – Hughes (Matus)               |              | Játékvezető: Travis Smith |
| | 0–2          | 8:02 – Sekura (PP1)                 |              | Játékvezető: Travis Smith |
| | 0–3          | 9:37 – Nelson Bond (Keane, Brlecic) |              | Játékvezető: Travis Smith |
| | 0–4          | 29:06 – Nelson Bond                 |              |                           |
| | 0–5          | 46:00 – Rummukainen (PP2)           |              |                           |
| 48:12 – Ri (Han) | 1–5          |                                     |              |                           |

| 2006. április 3. 15:30 | Mexikó | 1–4 (0–2, 1–2, 0–0) | Kína | Botany, Auckland Nézőszám: 120 |

| Jegyzőkönyv | Jegyzőkönyv     | Jegyzőkönyv               | Jegyzőkönyv | Jegyzőkönyv                    |
| --- | --------------- | ------------------------- | ----------- | ------------------------------ |
| | Alfonso de Alba | Kapusok                   | Yang Yu     | Játékvezető: Kazuhiko Kawamura |
| \| \| 0–1 \| 1:35 – Meng (Zhang) \| \| \| 0–2 \| 2:53 – Yin (Liu) \| \| \| 0–3 \| 21:01 – Zhou (Yin) (PP1) \| \| 33:52 – Pineyro (Cervantes) (SH1) \| 1–3 \| \| \| \| 1–4 \| 35:35 – Wang (Chen) (PP1) \| |                 |                           |             | Játékvezető: Kazuhiko Kawamura |
| 34 perc | Büntetések      | 40 perc                   |             | Játékvezető: Kazuhiko Kawamura |
| 34 | Lövések         | 36                        |             | Játékvezető: Kazuhiko Kawamura |
| | 0–1             | 1:35 – Meng (Zhang)       |             | Játékvezető: Kazuhiko Kawamura |
| | 0–2             | 2:53 – Yin (Liu)          |             | Játékvezető: Kazuhiko Kawamura |
| | 0–3             | 21:01 – Zhou (Yin) (PP1)  |             | Játékvezető: Kazuhiko Kawamura |
| 33:52 – Pineyro (Cervantes) (SH1) | 1–3             |                           |             |                                |
| | 1–4             | 35:35 – Wang (Chen) (PP1) |             |                                |

| 2006. április 3. 19:00 | Új-Zéland | 1–8 (0–5, 1–1, 0–2) | Dél-Korea | Botany, Auckland Nézőszám: 570 |

| Jegyzőkönyv | Jegyzőkönyv  | Jegyzőkönyv                           | Jegyzőkönyv  | Jegyzőkönyv                  |
| --- | ------------ | ------------------------------------- | ------------ | ---------------------------- |
| | Mike Parsons | Kapusok                               | Ho-Seung Son | Játékvezető: Miroslav Jebavy |
| \| \| 0–1 \| 0:51 – KS Kim (SH1) \| \| \| 0–2 \| 2:57 – YH Kim (KS Kim) \| \| \| 0–3 \| 4:11 – HS Kim (MK Kim) \| \| \| 0–4 \| 6:18 – Kwak (KH Kim) \| \| \| 0–5 \| 7:13 – KS Kim (Lee) \| \| 20:27 – Speirs (Sam, Glass) \| 1–5 \| \| \| \| 1–6 \| 38:16 – MK Kim (DH Kim, KS Kim) (PP1) \| \| \| 1–7 \| 42:38 – KH Kim (MK Kim) \| \| \| 1–8 \| 55:33 – Lee (KS Kim) \| |              |                                       |              | Játékvezető: Miroslav Jebavy |
| 12 perc | Büntetések   | 16 perc                               |              | Játékvezető: Miroslav Jebavy |
| 11 | Lövések      | 78                                    |              | Játékvezető: Miroslav Jebavy |
| | 0–1          | 0:51 – KS Kim (SH1)                   |              | Játékvezető: Miroslav Jebavy |
| | 0–2          | 2:57 – YH Kim (KS Kim)                |              | Játékvezető: Miroslav Jebavy |
| | 0–3          | 4:11 – HS Kim (MK Kim)                |              | Játékvezető: Miroslav Jebavy |
| | 0–4          | 6:18 – Kwak (KH Kim)                  |              |                              |
| | 0–5          | 7:13 – KS Kim (Lee)                   |              |                              |
| 20:27 – Speirs (Sam, Glass) | 1–5          |                                       |              |                              |
| | 1–6          | 38:16 – MK Kim (DH Kim, KS Kim) (PP1) |              |                              |
| | 1–7          | 42:38 – KH Kim (MK Kim)               |              |                              |
| | 1–8          | 55:33 – Lee (KS Kim)                  |              |                              |

| 2006. április 4. 12:00 | Kína | 14–2 (6–0, 4–1, 4–1) | Észak-Korea | Botany, Auckland Nézőszám: 85 |

| Jegyzőkönyv | Jegyzőkönyv | Jegyzőkönyv            | Jegyzőkönyv               | Jegyzőkönyv                  |
| --- | ----------- | ---------------------- | ------------------------- | ---------------------------- |
| | Ming Xie    | Kapusok                | Song Chol Ri Kun Hyok Pak | Játékvezető: Miroslav Jebavy |
| \| 4:13 – Zhang (Hou) (PP1) \| 1–0 \| \| \| 4:27 – Chen (Hao) \| 2–0 \| \| \| 11:49 – Chao du (Zhang) \| 3–0 \| \| \| 12:48 – Liu (Dong) \| 4–0 \| \| \| 13:55 – Wang (Zhang) \| 5–0 \| \| \| 19:59 – Dong \| 6–0 \| \| \| 24:09 – Zhang \| 7–0 \| \| \| \| 7–1 \| 26:26 – Kim (Ri) (PP2) \| \| 28:19 – Wang (PP1) \| 8–1 \| \| \| 36:46 – Zhang (Yin, Li) (PP1) \| 9–1 \| \| \| 37:09 – Wang (Wang) \| 10–1 \| \| \| 44:56 – Su (Chao du) \| 11–1 \| \| \| 47:11 – Chen (Wang) \| 12–1 \| \| \| \| 12–2 \| 54:45 – Kim \| \| 55:19 – Chao du (Wang) (PP1) \| 13–2 \| \| \| 59:31 – Dong (Chen, Wang) (PP1) \| 14–2 \| \| |             |                        |                           | Játékvezető: Miroslav Jebavy |
| 22 perc | Büntetések  | 26 perc                |                           | Játékvezető: Miroslav Jebavy |
| 39 | Lövések     | 23                     |                           | Játékvezető: Miroslav Jebavy |
| 4:13 – Zhang (Hou) (PP1) | 1–0         |                        |                           | Játékvezető: Miroslav Jebavy |
| 4:27 – Chen (Hao) | 2–0         |                        |                           | Játékvezető: Miroslav Jebavy |
| 11:49 – Chao du (Zhang) | 3–0         |                        |                           | Játékvezető: Miroslav Jebavy |
| 12:48 – Liu (Dong) | 4–0         |                        |                           |                              |
| 13:55 – Wang (Zhang) | 5–0         |                        |                           |                              |
| 19:59 – Dong | 6–0         |                        |                           |                              |
| 24:09 – Zhang | 7–0         |                        |                           |                              |
| | 7–1         | 26:26 – Kim (Ri) (PP2) |                           |                              |
| 28:19 – Wang (PP1) | 8–1         |                        |                           |                              |
| 36:46 – Zhang (Yin, Li) (PP1) | 9–1         |                        |                           |                              |
| 37:09 – Wang (Wang) | 10–1        |                        |                           |                              |
| 44:56 – Su (Chao du) | 11–1        |                        |                           |                              |
| 47:11 – Chen (Wang) | 12–1        |                        |                           |                              |
| | 12–2        | 54:45 – Kim            |                           |                              |
| 55:19 – Chao du (Wang) (PP1) | 13–2        |                        |                           |                              |
| 59:31 – Dong (Chen, Wang) (PP1) | 14–2        |                        |                           |                              |

| 2006. április 4. 15:30 | Dél-Korea | 15–2 (5–0, 7–2, 3–0) | Mexikó | Botany, Auckland Nézőszám: 110 |

| Jegyzőkönyv | Jegyzőkönyv               | Jegyzőkönyv                              | Jegyzőkönyv                        | Jegyzőkönyv               |
| --- | ------------------------- | ---------------------------------------- | ---------------------------------- | ------------------------- |
| | Sung-Bae Kim Ho-Seung Son | Kapusok                                  | Alfonso de Alba Andres de la Garma | Játékvezető: Travis Smith |
| \| 7:00 – Lee (KH Kim, HI Kim) (PP1) \| 1–0 \| \| \| 7:59 – DH Kim (Choi, HS Kim) \| 2–0 \| \| \| 13:17 – KH Kim (Jang) (SH1) \| 3–0 \| \| \| 14:58 – Bae (Lee, HI Kim) \| 4–0 \| \| \| 16:20 – Pyo (Choi, HS Kim) \| 5–0 \| \| \| 21:35 – Lee (KS Kim, KT Kim) \| 6–0 \| \| \| 25:02 – Kwak (Jang, KH Kim) (PP1) \| 7–0 \| \| \| 25:20 – KS Kim \| 8–0 \| \| \| 25:27 – KS Kim (KT Kim) \| 9–0 \| \| \| 32:36 – KT Kim (Lee, KS Kim) \| 10–0 \| \| \| 33:30 – KT Kim (KS Kim, Lee) \| 11–0 \| \| \| \| 11–1 \| 36:15 – Cervantes (Chabat, Ugarte) (PP1) \| \| \| 11–2 \| 37:12 – de la Vega (Sierra, Meza) \| \| 38:08 – KT Kim (KS Kim, HI Kim) \| 12–2 \| \| \| 43:48 – KS Kim (KH Kim, DY Kim) \| 13–2 \| \| \| 46:58 – DY Kim (KS Kim, KH Kim) \| 14–2 \| \| \| 53:00 – MK Kim (Choi, Pyo) \| 15–2 \| \| |                           |                                          |                                    | Játékvezető: Travis Smith |
| 14 perc | Büntetések                | 10 perc                                  |                                    | Játékvezető: Travis Smith |
| 54 | Lövések                   | 19                                       |                                    | Játékvezető: Travis Smith |
| 7:00 – Lee (KH Kim, HI Kim) (PP1) | 1–0                       |                                          |                                    | Játékvezető: Travis Smith |
| 7:59 – DH Kim (Choi, HS Kim) | 2–0                       |                                          |                                    | Játékvezető: Travis Smith |
| 13:17 – KH Kim (Jang) (SH1) | 3–0                       |                                          |                                    | Játékvezető: Travis Smith |
| 14:58 – Bae (Lee, HI Kim) | 4–0                       |                                          |                                    |                           |
| 16:20 – Pyo (Choi, HS Kim) | 5–0                       |                                          |                                    |                           |
| 21:35 – Lee (KS Kim, KT Kim) | 6–0                       |                                          |                                    |                           |
| 25:02 – Kwak (Jang, KH Kim) (PP1) | 7–0                       |                                          |                                    |                           |
| 25:20 – KS Kim | 8–0                       |                                          |                                    |                           |
| 25:27 – KS Kim (KT Kim) | 9–0                       |                                          |                                    |                           |
| 32:36 – KT Kim (Lee, KS Kim) | 10–0                      |                                          |                                    |                           |
| 33:30 – KT Kim (KS Kim, Lee) | 11–0                      |                                          |                                    |                           |
| | 11–1                      | 36:15 – Cervantes (Chabat, Ugarte) (PP1) |                                    |                           |
| | 11–2                      | 37:12 – de la Vega (Sierra, Meza)        |                                    |                           |
| 38:08 – KT Kim (KS Kim, HI Kim) | 12–2                      |                                          |                                    |                           |
| 43:48 – KS Kim (KH Kim, DY Kim) | 13–2                      |                                          |                                    |                           |
| 46:58 – DY Kim (KS Kim, KH Kim) | 14–2                      |                                          |                                    |                           |
| 53:00 – MK Kim (Choi, Pyo) | 15–2                      |                                          |                                    |                           |

| 2006. április 4. 19:00 | Ausztrália | 6–2 (1–0, 2–0, 3–2) | Új-Zéland | Botany, Auckland Nézőszám: 1200 |

| Jegyzőkönyv | Jegyzőkönyv   | Jegyzőkönyv                 | Jegyzőkönyv        | Jegyzőkönyv              |
| --- | ------------- | --------------------------- | ------------------ | ------------------------ |
| | Stuart Denman | Kapusok                     | Gareth Livingstone | Játékvezető: Koji Yamada |
| \| 13:59 – Oddy \| 1–0 \| \| \| 38:09 – Oddy (Lovering) \| 2–0 \| \| \| 39:44 – Hughes (Rummukainen, Nelson Bond) \| 3–0 \| \| \| \| 3–1 \| 41:15 – Lee (Smith) \| \| 41:59 – Hughes (Rummukainen) \| 4–1 \| \| \| 47:20 – Sekura (Lovering, Thilthorpe) (PP1) \| 5–1 \| \| \| \| 5–2 \| 51:24 – Speirs (Glass, Sam) \| \| 52:03 – Thilthorpe (Oddy) \| 6–2 \| \| |               |                             |                    | Játékvezető: Koji Yamada |
| 24 perc | Büntetések    | 22 perc                     |                    | Játékvezető: Koji Yamada |
| 74 | Lövések       | 14                          |                    | Játékvezető: Koji Yamada |
| 13:59 – Oddy | 1–0           |                             |                    | Játékvezető: Koji Yamada |
| 38:09 – Oddy (Lovering) | 2–0           |                             |                    | Játékvezető: Koji Yamada |
| 39:44 – Hughes (Rummukainen, Nelson Bond) | 3–0           |                             |                    | Játékvezető: Koji Yamada |
| | 3–1           | 41:15 – Lee (Smith)         |                    |                          |
| 41:59 – Hughes (Rummukainen) | 4–1           |                             |                    |                          |
| 47:20 – Sekura (Lovering, Thilthorpe) (PP1) | 5–1           |                             |                    |                          |
| | 5–2           | 51:24 – Speirs (Glass, Sam) |                    |                          |
| 52:03 – Thilthorpe (Oddy) | 6–2           |                             |                    |                          |

| 2006. április 6. 12:00 | Ausztrália | 2–4 (0–3, 1–0, 1–1) | Dél-Korea | Botany, Auckland Nézőszám: 108 |

| Jegyzőkönyv | Jegyzőkönyv  | Jegyzőkönyv           | Jegyzőkönyv  | Jegyzőkönyv               |
| --- | ------------ | --------------------- | ------------ | ------------------------- |
| | Matthew Ezzy | Kapusok               | Ho-Seung Son | Játékvezető: Travis Smith |
| \| \| 0–1 \| 2:56 – KH Kim (Kwak) \| \| \| 0–2 \| 16:56 – HI Kim (Bae) \| \| \| 0–3 \| 17:24 – KH Kim (Kwak) \| \| 39:58 – White (Rummukainen, Webster) \| 1–3 \| \| \| 46:20 – Brlecic (Rubes) (PP1) \| 2–3 \| \| \| \| 2–4 \| 57:48 – KH Kim \| |              |                       |              | Játékvezető: Travis Smith |
| 14 perc | Büntetések   | 24 perc               |              | Játékvezető: Travis Smith |
| 32 | Lövések      | 39                    |              | Játékvezető: Travis Smith |
| | 0–1          | 2:56 – KH Kim (Kwak)  |              | Játékvezető: Travis Smith |
| | 0–2          | 16:56 – HI Kim (Bae)  |              | Játékvezető: Travis Smith |
| | 0–3          | 17:24 – KH Kim (Kwak) |              | Játékvezető: Travis Smith |
| 39:58 – White (Rummukainen, Webster) | 1–3          |                       |              |                           |
| 46:20 – Brlecic (Rubes) (PP1) | 2–3          |                       |              |                           |
| | 2–4          | 57:48 – KH Kim        |              |                           |

| 2006. április 6. 15:30 | Mexikó | 0–3 (0–2, 0–0, 0–1) | Észak-Korea | Botany, Auckland Nézőszám: 100 |

| Jegyzőkönyv                                                                                   | Jegyzőkönyv     | Jegyzőkönyv         | Jegyzőkönyv  | Jegyzőkönyv              |
| --------------------------------------------------------------------------------------------- | --------------- | ------------------- | ------------ | ------------------------ |
|                                                                                               | Alfonso de Alba | Kapusok             | Song Chol Ri | Játékvezető: Koji Yamada |
| \| \| 0–1 \| 3:12 – SCI Ri \| \| \| 0–2 \| 9:43 – Song \| \| \| 0–3 \| 55:39 – Mun (KS Ri) \| |                 |                     |              | Játékvezető: Koji Yamada |
| 18 perc                                                                                       | Büntetések      | 16 perc             |              | Játékvezető: Koji Yamada |
| 21                                                                                            | Lövések         | 31                  |              | Játékvezető: Koji Yamada |
|                                                                                               | 0–1             | 3:12 – SCI Ri       |              | Játékvezető: Koji Yamada |
|                                                                                               | 0–2             | 9:43 – Song         |              | Játékvezető: Koji Yamada |
|                                                                                               | 0–3             | 55:39 – Mun (KS Ri) |              | Játékvezető: Koji Yamada |

| 2006. április 6. 19:00 | Kína | 5–0 (1–0, 2–0, 2–0) | Új-Zéland | Botany, Auckland Nézőszám: 550 |

| Jegyzőkönyv | Jegyzőkönyv | Jegyzőkönyv | Jegyzőkönyv                     | Jegyzőkönyv                    |
| --- | ----------- | ----------- | ------------------------------- | ------------------------------ |
| | Yang Yu     | Kapusok     | Mike Parsons Gareth Livingstone | Játékvezető: Kazuhiko Kawamura |
| \| 4:02 – Meng (Li) \| 1–0 \| \| \| 28:03 – Zhang (Yin) \| 2–0 \| \| \| 33:31 – Z Wang (Dong) \| 3–0 \| \| \| 43:13 – Chao du (D Wang) \| 4–0 \| \| \| 48:04 – Z Wang (Chen) \| 5–0 \| \| |             |             |                                 | Játékvezető: Kazuhiko Kawamura |
| 2 perc | Büntetések  | 8 perc      |                                 | Játékvezető: Kazuhiko Kawamura |
| 70 | Lövések     | 13          |                                 | Játékvezető: Kazuhiko Kawamura |
| 4:02 – Meng (Li) | 1–0         |             |                                 | Játékvezető: Kazuhiko Kawamura |
| 28:03 – Zhang (Yin) | 2–0         |             |                                 | Játékvezető: Kazuhiko Kawamura |
| 33:31 – Z Wang (Dong) | 3–0         |             |                                 | Játékvezető: Kazuhiko Kawamura |
| 43:13 – Chao du (D Wang) | 4–0         |             |                                 |                                |
| 48:04 – Z Wang (Chen) | 5–0         |             |                                 |                                |

| 2006. április 7. 12:00 | Ausztrália | 9–2 (2–0, 4–0, 3–2) | Mexikó | Botany, Auckland Nézőszám: 120 |

| Jegyzőkönyv | Jegyzőkönyv   | Jegyzőkönyv                         | Jegyzőkönyv                         | Jegyzőkönyv                    |
| --- | ------------- | ----------------------------------- | ----------------------------------- | ------------------------------ |
| | Stuart Denman | Kapusok                             | Andreas de la Garma Alfonso de Alba | Játékvezető: Kazuhiko Kawamura |
| \| 6:04 – Walsh \| 1–0 \| \| \| 18:08 – Wand (Rubes) \| 2–0 \| \| \| 26:28 – Hughes (Matus, Webster) (PP1) \| 3–0 \| \| \| 30:22 – Webster (Harding) \| 4–0 \| \| \| 32:11 – Oddy (Walsh) (SH1) \| 5–0 \| \| \| 38:31 – Wand (Rubes) \| 6–0 \| \| \| 49:45 – Sekura (Thilthorpe) \| 7–0 \| \| \| 53:18 – Thilthorpe (Walsh, Lovering) (PP1) \| 8–0 \| \| \| 54:26 – Rubes (Wand) \| 9–0 \| \| \| \| 9–1 \| 58:20 – Sierra (Cervantes, Pineyro) \| \| \| 9–2 \| 58:43 – Cervantes \| |               |                                     |                                     | Játékvezető: Kazuhiko Kawamura |
| 16 perc | Büntetések    | 20 perc                             |                                     | Játékvezető: Kazuhiko Kawamura |
| 45 | Lövések       | 21                                  |                                     | Játékvezető: Kazuhiko Kawamura |
| 6:04 – Walsh | 1–0           |                                     |                                     | Játékvezető: Kazuhiko Kawamura |
| 18:08 – Wand (Rubes) | 2–0           |                                     |                                     | Játékvezető: Kazuhiko Kawamura |
| 26:28 – Hughes (Matus, Webster) (PP1) | 3–0           |                                     |                                     | Játékvezető: Kazuhiko Kawamura |
| 30:22 – Webster (Harding) | 4–0           |                                     |                                     |                                |
| 32:11 – Oddy (Walsh) (SH1) | 5–0           |                                     |                                     |                                |
| 38:31 – Wand (Rubes) | 6–0           |                                     |                                     |                                |
| 49:45 – Sekura (Thilthorpe) | 7–0           |                                     |                                     |                                |
| 53:18 – Thilthorpe (Walsh, Lovering) (PP1) | 8–0           |                                     |                                     |                                |
| 54:26 – Rubes (Wand) | 9–0           |                                     |                                     |                                |
| | 9–1           | 58:20 – Sierra (Cervantes, Pineyro) |                                     |                                |
| | 9–2           | 58:43 – Cervantes                   |                                     |                                |

| 2006. április 7. 15:30 | Dél-Korea | 3–6 (1–0, 1–4, 1–2) | Kína | Botany, Auckland Nézőszám: 250 |

| Jegyzőkönyv | Jegyzőkönyv  | Jegyzőkönyv                    | Jegyzőkönyv | Jegyzőkönyv                  |
| --- | ------------ | ------------------------------ | ----------- | ---------------------------- |
| | Sung-Bae Kim | Kapusok                        | Yang Yu     | Játékvezető: Miroslav Jebavy |
| \| 17:32 – KS Kim (KT Kim) (SH1) \| 1–0 \| \| \| \| 1–1 \| 21:41 – Yin (Li, Zhou) (PP1) \| \| \| 1–2 \| 24:00 – Yin (SH1) \| \| 34:07 – Lee (DY Kim) \| 2–2 \| \| \| \| 2–3 \| 36:48 – Zhang (Zhou) \| \| \| 2–4 \| 38:22 – Liu (Chen) \| \| \| 2–5 \| 55:40 – Liu (Zhou) \| \| \| 2–6 \| 57:50 – Chao du (D Wang) (PP1) \| \| 59:45 – KS Kim (KT Kim) \| 3–6 \| \| |              |                                |             | Játékvezető: Miroslav Jebavy |
| 42 perc | Büntetések   | 34 perc                        |             | Játékvezető: Miroslav Jebavy |
| 32 | Lövések      | 34                             |             | Játékvezető: Miroslav Jebavy |
| 17:32 – KS Kim (KT Kim) (SH1) | 1–0          |                                |             | Játékvezető: Miroslav Jebavy |
| | 1–1          | 21:41 – Yin (Li, Zhou) (PP1)   |             | Játékvezető: Miroslav Jebavy |
| | 1–2          | 24:00 – Yin (SH1)              |             | Játékvezető: Miroslav Jebavy |
| 34:07 – Lee (DY Kim) | 2–2          |                                |             |                              |
| | 2–3          | 36:48 – Zhang (Zhou)           |             |                              |
| | 2–4          | 38:22 – Liu (Chen)             |             |                              |
| | 2–5          | 55:40 – Liu (Zhou)             |             |                              |
| | 2–6          | 57:50 – Chao du (D Wang) (PP1) |             |                              |
| 59:45 – KS Kim (KT Kim) | 3–6          |                                |             |                              |

| 2006. április 7. 19:00 | Észak-Korea | 3–0 (0–0, 1–0, 2–0) | Új-Zéland | Botany, Auckland Nézőszám: 800 |

| Jegyzőkönyv                                                                                       | Jegyzőkönyv  | Jegyzőkönyv | Jegyzőkönyv  | Jegyzőkönyv              |
| ------------------------------------------------------------------------------------------------- | ------------ | ----------- | ------------ | ------------------------ |
|                                                                                                   | Song Chol Ri | Kapusok     | Mike Parsons | Játékvezető: Koji Yamada |
| \| 20:51 – Kim \| 1–0 \| \| \| 43:34 – Ri (Ho) \| 2–0 \| \| \| 49:57 – Ku (Yun, Kim) \| 3–0 \| \| |              |             |              | Játékvezető: Koji Yamada |
| 8 perc                                                                                            | Büntetések   | 12 perc     |              | Játékvezető: Koji Yamada |
| 46                                                                                                | Lövések      | 18          |              | Játékvezető: Koji Yamada |
| 20:51 – Kim                                                                                       | 1–0          |             |              | Játékvezető: Koji Yamada |
| 43:34 – Ri (Ho)                                                                                   | 2–0          |             |              | Játékvezető: Koji Yamada |
| 49:57 – Ku (Yun, Kim)                                                                             | 3–0          |             |              | Játékvezető: Koji Yamada |

| 2006. április 9. 12:00 | Dél-Korea | 5–1 (2–1, 2–0, 1–0) | Észak-Korea | Botany, Auckland Nézőszám: 600 |

| Jegyzőkönyv | Jegyzőkönyv  | Jegyzőkönyv      | Jegyzőkönyv  | Jegyzőkönyv               |
| --- | ------------ | ---------------- | ------------ | ------------------------- |
| | Sung-Bae Kim | Kapusok          | Song Chol Ri | Játékvezető: Travis Smith |
| \| 1:46 – Choi (Lee) \| 1–0 \| \| \| \| 1–1 \| 5:30 – Song (Ri) \| \| 6:34 – KS Kim (Pyo, DH Kim) \| 2–1 \| \| \| 25:17 – KS Kim (Lee, KT Kim) \| 3–1 \| \| \| 29:04 – Lee (KT Kim, Kwak) \| 4–1 \| \| \| 58:59 – KS Kim \| 5–1 \| \| |              |                  |              | Játékvezető: Travis Smith |
| 4 perc | Büntetések   | 4 perc           |              | Játékvezető: Travis Smith |
| 45 | Lövések      | 16               |              | Játékvezető: Travis Smith |
| 1:46 – Choi (Lee) | 1–0          |                  |              | Játékvezető: Travis Smith |
| | 1–1          | 5:30 – Song (Ri) |              | Játékvezető: Travis Smith |
| 6:34 – KS Kim (Pyo, DH Kim) | 2–1          |                  |              | Játékvezető: Travis Smith |
| 25:17 – KS Kim (Lee, KT Kim) | 3–1          |                  |              |                           |
| 29:04 – Lee (KT Kim, Kwak) | 4–1          |                  |              |                           |
| 58:59 – KS Kim | 5–1          |                  |              |                           |

| 2006. április 9. 15:30 | Kína | 5–5 (2–2, 1–1, 2–2) | Ausztrália | Botany, Auckland Nézőszám: 550 |

| Jegyzőkönyv | Jegyzőkönyv | Jegyzőkönyv                                 | Jegyzőkönyv  | Jegyzőkönyv                  |
| --- | ----------- | ------------------------------------------- | ------------ | ---------------------------- |
| | Yang Yu     | Kapusok                                     | Matthew Ezzy | Játékvezető: Miroslav Jebavy |
| \| 1:49 – Dong (Chen) \| 1–0 \| \| \| \| 1–1 \| 4:07 – Hughes (Matus) (PP1) \| \| 10:14 – Chao du (PP1) \| 2–1 \| \| \| \| 2–2 \| 14:49 – Wand (Rubes) (PP1) \| \| \| 2–3 \| 26:07 – Oddy (White) (PP1) \| \| 27:10 – Z Wang (Chen) \| 3–3 \| \| \| \| 3–4 \| 40:20 – Sekura (Lovering, Thilthorpe) (PP1) \| \| 49:06 – Chao du (D Wang) \| 4–4 \| \| \| \| 4–5 \| 51:05 – Sekura \| \| 57:59 – Li (Chao du) (PP1) \| 5–5 \| \| |             |                                             |              | Játékvezető: Miroslav Jebavy |
| 34 perc | Büntetések  | 48 perc                                     |              | Játékvezető: Miroslav Jebavy |
| 40 | Lövések     | 44                                          |              | Játékvezető: Miroslav Jebavy |
| 1:49 – Dong (Chen) | 1–0         |                                             |              | Játékvezető: Miroslav Jebavy |
| | 1–1         | 4:07 – Hughes (Matus) (PP1)                 |              | Játékvezető: Miroslav Jebavy |
| 10:14 – Chao du (PP1) | 2–1         |                                             |              | Játékvezető: Miroslav Jebavy |
| | 2–2         | 14:49 – Wand (Rubes) (PP1)                  |              |                              |
| | 2–3         | 26:07 – Oddy (White) (PP1)                  |              |                              |
| 27:10 – Z Wang (Chen) | 3–3         |                                             |              |                              |
| | 3–4         | 40:20 – Sekura (Lovering, Thilthorpe) (PP1) |              |                              |
| 49:06 – Chao du (D Wang) | 4–4         |                                             |              |                              |
| | 4–5         | 51:05 – Sekura                              |              |                              |
| 57:59 – Li (Chao du) (PP1) | 5–5         |                                             |              |                              |

| 2006. április 9. 19:00 | Új-Zéland | 3–4 (0–2, 1–2, 2–0) | Mexikó | Botany, Auckland Nézőszám: 1200 |

| Jegyzőkönyv | Jegyzőkönyv  | Jegyzőkönyv                           | Jegyzőkönyv     | Jegyzőkönyv              |
| --- | ------------ | ------------------------------------- | --------------- | ------------------------ |
| | Mike Parsons | Kapusok                               | Alfonso de Alba | Játékvezető: Koji Yamada |
| \| \| 0–1 \| 13:16 – Miller (Chabat) \| \| \| 0–2 \| 17:11 – Sierra (Ugarte, Chabat) (PP1) \| \| \| 0–3 \| 22:07 – Cervantes (Pineyro) \| \| 27:46 – Glass (Speirs, Sam) (PP1) \| 1–3 \| \| \| \| 1–4 \| 30:15 – Ehlers (Ortega) \| \| 48:35 – Speirs \| 2–4 \| \| \| 58:01 – Hay \| 3–4 \| \| |              |                                       |                 | Játékvezető: Koji Yamada |
| 10 perc | Büntetések   | 22 perc                               |                 | Játékvezető: Koji Yamada |
| 28 | Lövések      | 34                                    |                 | Játékvezető: Koji Yamada |
| | 0–1          | 13:16 – Miller (Chabat)               |                 | Játékvezető: Koji Yamada |
| | 0–2          | 17:11 – Sierra (Ugarte, Chabat) (PP1) |                 | Játékvezető: Koji Yamada |
| | 0–3          | 22:07 – Cervantes (Pineyro)           |                 | Játékvezető: Koji Yamada |
| 27:46 – Glass (Speirs, Sam) (PP1) | 1–3          |                                       |                 |                          |
| | 1–4          | 30:15 – Ehlers (Ortega)               |                 |                          |
| 48:35 – Speirs | 2–4          |                                       |                 |                          |
| 58:01 – Hay | 3–4          |                                       |                 |                          |